# 9273 Шлерб
9273 Шлерб (9273 Schloerb) — астероїд головного поясу, відкритий 22 серпня 1979 року.
Тіссеранів параметр щодо Юпітера — 3,493.